# بنکوه سفلی
بنکوه سفلی، روستایی از توابع بخش جبالبارز شهرستان جیرفت در استان کرمان ایران است.

## جمعیت
این روستا در دهستان رضوان قرار دارد و براساس سرشماری مرکز آمار ایران در سال ۱۳۸۵، جمعیت آن ۹۹ نفر (۲۱خانوار) بوده‌است.